# Refugi de Coma de Vaca
El Refugi de Coma de Vaca o d'en Manelic és un refugi de muntanya de la Federació d'Entitats Excursionistes de Catalunya, situat al Pla de les Eugues, a la confluència dels rius de la Coma de Vaca i el Freser i sota mateix del Puig del Balandrau (2.585 m). Està situat a 1.995 m. dins el terme municipal de Queralbs, al Ripollès.

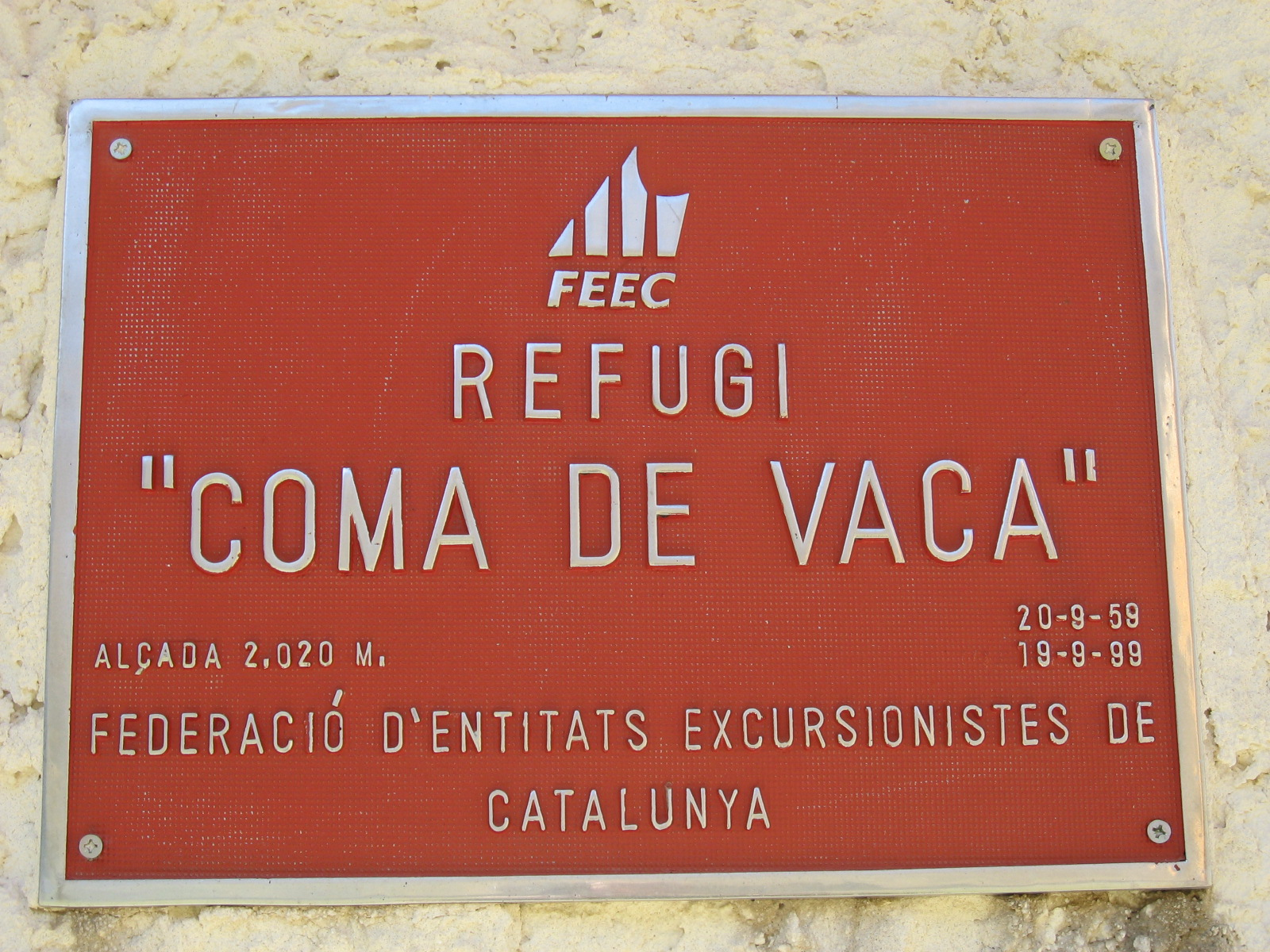

El refugi té una capacitat de fins a cinquanta-dues places sota la tutela del guarda, de les quals deu es troben en una part del refugi que sempre resta oberta durant l'any, malgrat una possible absència del guarda.
Les rutes d'accés al refugi són diverses:
- Des d'Ulldeter pel Coll de la Marrana.
- Des de Queralbs per les Gorges del Freser.
- Des de Núria pel camí dels Enginyers.[2]
- Des de Núria pel Coll del Torreneules.
- Des de Tregurà pel Coll dels Tres Pics.
- Des del refugi Ras de Carança.